# 東京三協信用金庫
東京三協信用金庫（とうきょうさんきょうしんようきんこ、英語：Tokyo Sankyo Shinkin Bank）は、東京都新宿区に本店を置く信用金庫である。

## 沿革
- 1925年（大正14年）10月 - 西垣恒矩農学博士（初代組合長）らにより、東京府豊多摩郡戸塚町・諏訪町にて、有限責任戸塚町信用組合を発足。
- 1949年（昭和24年）1月 - 東京建築信用購買利用組合、共隆信用購買利用組合と合併し、東京三協信用組合に改称。
- 1951年（昭和26年）10月 - 東京三協信用金庫に組織変更。
- 2002年（平成14年）6月 - 池袋信用組合の事業を譲り受ける。
- 2022年（令和4年）3月7日 - この日から磁気の影響を受けにくい新しい通帳（Hi-Co通帳）を取扱開始した(Hi-Co通帳に対応していない信用金庫ATMではHi-Co通帳は使えない。) [1]。

## 店舗
店舗は城西エリアに集中しており、西武新宿線沿線に多い。このエリアには西武信用金庫や西京信用金庫など有力な信用金庫が店舗を構えているため、支店が11店舗と規模の小さい東京三協信用金庫はシビアな営業環境となっている。

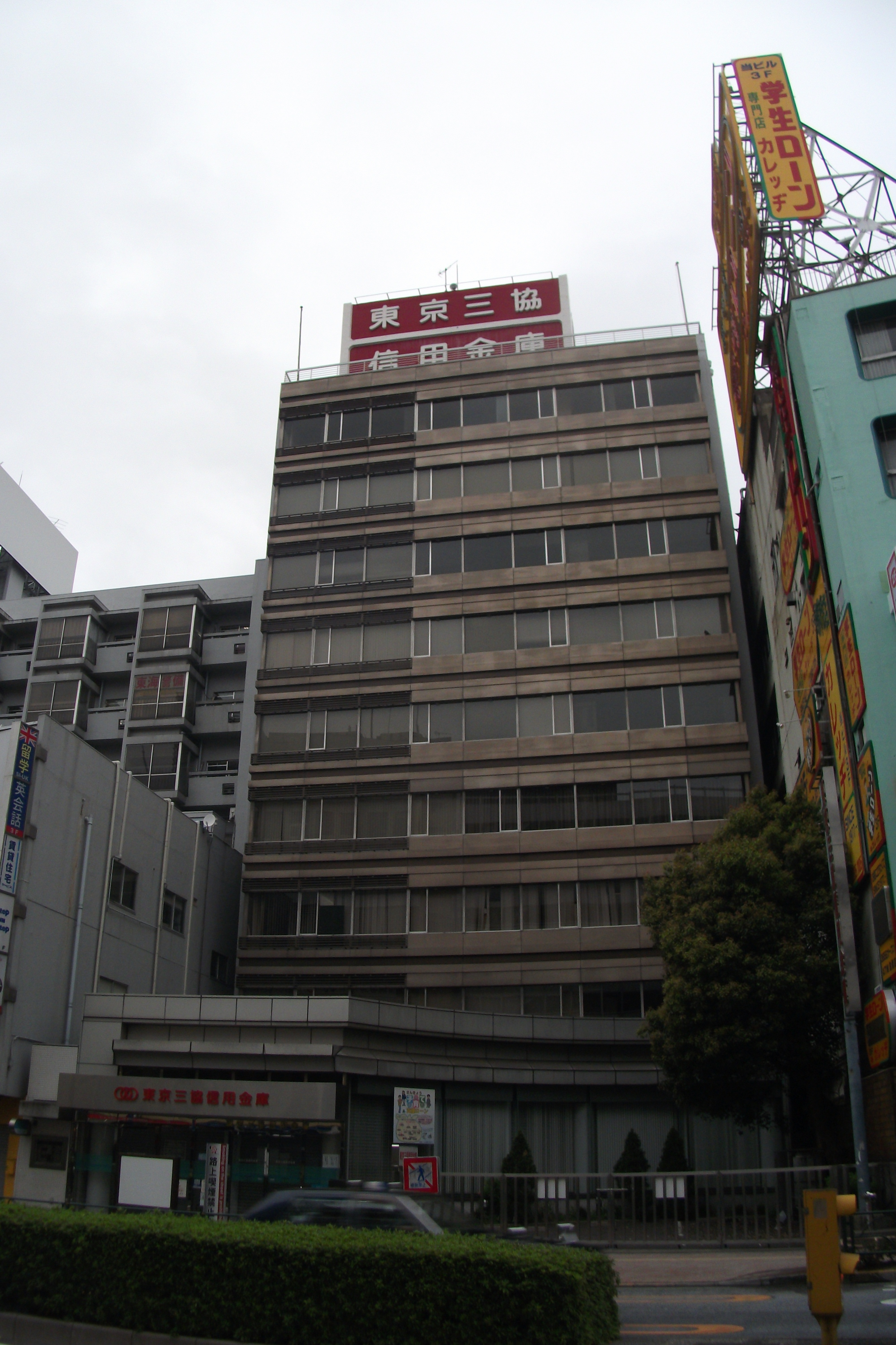
旧本店ビル

高田馬場の旧本店ビルは1970年に完成、1998年に増築を行ない、レトロなビルとして名物にもなっていたが、老朽化のため2019年に解体され、同地に建て替えられた新本店ビルでの営業を2023年11月に開始した。

## 不祥事
- 2022年（令和4年） 2月17日、保谷支店の男性職員（26歳）が詐欺・有印私文書偽造・同行使の疑いで、警視庁田無警察署に逮捕された。この男性職員はギャンブルに使う目的で、顧客の定期預金・定期積金等の解約・出金手続きを無断で行い、顧客7人から計約2300万円を詐取していた。警視庁では他にも不正な顧客資金の流用があるとして、引き続き捜査している。また発表時点では、東京三協信用金庫は被害者に弁償を行っていなかった[6]。この男性職員は刑事告訴され、実名報道およびニュースで顔の分かる動画も公開されたが、信用金庫の横領事件としては異例の対応である[7]。なおこの男性職員は容疑を認めたため、令和4年2月に懲戒解雇を受けた[8][9]。